# 牛山純一
牛山 純一（うしやま じゅんいち、1930年2月4日 - 1997年10月6日）は、日本のドキュメンタリー映像作家。
父は歴史学者の牛山栄治

## 来歴・人物
東京都出身。小学6年生から旧制中学校卒業まで現在の茨城県龍ケ崎市で過ごす。
茨城県立龍ヶ崎中学校（現在の竜ヶ崎第一高等学校）を経て1953年、早稲田大学第二文学部西洋史学専修卒業。早稲田大学卒業後、開局したての日本テレビに入社し、報道記者として活躍。
1954年に日本テレビで放送された、吉田内閣不信任案における国会の混乱や造船汚職事件などを扱った『特集第十九国会』が彼のテレビ・ドキュメンタリーのデビューとなった。
1961年から、ドキュメント番組『ノンフィクション劇場』を制作。「老人と鷹」で、民放祭（現日本民間放送連盟賞）金賞。またプロデューサーとして大島渚の「忘れられた皇軍」（1963年）、土本典昭の「水俣の子は生きている」（1965年）「市民戦争」（1966年）などを担当する。
しかし、1965年の「ベトナム海兵大隊戦記」は第1部の放送後各界からの批判を浴び、第2部以降が放送中止となった。テレビの枠内でジャーナリスティックな姿勢を貫くことの限界を思い知らされた。
その後1966年から『日立ドキュメンタリー すばらしい世界旅行』を制作。1990年までの24年間に亘って放送される長寿番組となった。1972年に独立し、「日本映像記録センター（映像記録）」を設立。フリーのドキュメンタリー映像作家となり、これ以降も「すばらしい世界旅行」の制作、さらに1975年から「トヨタ日曜ドキュメンタリー 知られざる世界」（- 1986年）の制作を手がけた。
1975年に有楽町の読売会館8階に「日本映像カルチャーセンター」を設立し、収集した映像記録資料を定期的に公開するスペースとした。
1983年に川崎市が「現代映像文化センター構想」を発表し、牛山純一が映像資料の収集委員を委託され、1988年開館の「川崎市市民ミュージアム」として結実した。1983年から毎年、武蔵野女子大学にて「映像文化人類学」の講義を行った。
1997年10月6日死去。享年67。
牛山純一の作品は2000年代に入ってからBS朝日の「牛山純一20世紀の映像遺産」（日曜9:00～10:00）において各分野の専門家の現代的な視点からの解説を補って放送された。
2012年2月11日にはドキュメンタリー映画『テレビに挑戦した男・牛山純一』が製作公開されている。

## その他の主なプロデュース番組
- 「20世紀アワー」
- 「楽しい歴史旅行」
- 「ドキュメント人生の劇場」
- 「ナゾの海底探検」
- 「生きている人間旅行」
- 「われら地球家族」[4]